# Александров, Валентин Николаевич
Валентин Николаевич Александров (род. 14 августа 1957, Волоколамск, Московская область), судья Верховного суда Российской Федерации (с 2014 года). Состоит в Коллегии по административным делам, председатель судебного состава № 3.

## Биография
Родился 14 августа 1957 года в городе Волоколамске Московской области. В 1984 году закончил Всесоюзный юридический заочный институт.
Сразу после окончания и до 1985 года работал старшим юрисконсультом, а также начальником юридического отдела Транспортного управления «Брянскавтотранс».
Помощник Брянского прокурора по надзору за соблюдением законов в исправительно-трудовых учреждениях, помощник прокурора Брянской области (1986—1993).
Судья Арбитражного суда Брянской области (1993—1995).
Судья Федерального арбитражного суда Центрального округа (1995—2008).
Судья Высшего Арбитражного Суда Российской Федерации (2009—2014).

С августа 2014 года назначен Советом Федерации России по представлению Президента РФ в судебную коллегию по административным делам Верховного Суда Российской Федерации.
С 25 декабря 2015 года — председатель 3-го судебного состава Судебной коллегии по административным делам Верховного Суда Российской Федерации.
Имеет высший квалификационный класс судьи.

## Декларация о доходах
Согласно сайту Декларатор, доходы в 2018 году составили 8 450 817,00 рублей, у супруги — 112,80 рублей. Недвижимое имущество: земельный участок — 1530 м2, квартира — 84 м2 (в пользовании), гараж — 27,5 м2. У супруги земельный участок — 550 м2, квартира — 84 м2, дачный дом — 24 м2. Автомобиль — Mercedes-Benz GLЕ 400. Супруга — AUDI Q3.